# Ri Han-jae
Ri Han-jae est un footballeur nord-coréen né le 27 juin 1982. Il est milieu de terrain.